# Aurea
Az Aurea latin eredetű név, jelentése: arany, aranyos.

## Rokon nevek
Aura

## Gyakorisága
Az újszülötteknek adott nevek körében az 1990-es években szórványosan fordult elő. A 2000-es és a 2010-es években sem szerepelt a 100 leggyakrabban adott női név között.
A teljes népességre vonatkozóan az Aurea sem a 2000-es, sem a 2010-es években nem szerepelt a 100 leggyakrabban viselt női név között.

## Névnapok
július 19.

## Híres Aureák
- Aurea, portugál énekesnő